# Стир
Стир (блр. Стыр; рус. Стыр; укр. Стир) река на северозападу Украјине и југу Белорусије и десна притока реке Припјат (део басена реке Дњепар). 
Извире на Волинском побрђу недалеко од града Бродија на северозападу Украјине. Тече преко Љвивске, Волињске и Ривањске области након чега прелази у подручје Брестске области где се и улива у Припјат у виду два рукавца, на око 30 km северозападно од града Столина. 
Укупна дужина водотока је 494 km, од чега је 70 km преко територије Белорусије. Укупна површина сливног подручја је 13.100 km² (на територији Белорусије 493 km²). У горњем делу тока долина Стира је доста уска са стрмим речним обалама висине до 40 метара. У нижем делу је доста широка (до 300 метара) и стапа се са долином Припјата. Доњи део тока карактерише веома мали пад, бројни меандри и велики број мртваја дуж речног корита. 
Највиши водостај је почетком и средином пролећа и у том периоду кроз реку протече преко 50% укупне годишње суме воде. Просечан проток на годишпњем нивоу у зони ушћа је око 49,5 m³/s. Њене воде се интензивно користе за наводњавање околног пољопривредног земљишта. 
На њеним обалама леже градови Берестечко, Рожишче, Луцк и Вараш.